# Ivan Anderson (Schauspielerin)
Ivan Anderson, auch Ivan Subay, (* 1981, nach anderen Angaben 1983, in Ağrı, Türkei) ist eine deutsche Schauspielerin.

## Leben
Ivan Anderson, die zu Beginn ihrer Schauspieltätigkeit unter dem Namen Ivan Subay auftrat, wurde in Ostanatolien geboren und ist Kurdin. Sie studierte Wirtschaftsmathematik und Neurowissenschaft und schloss als Diplom-Wirtschaftsmathematikerin ab. Außerdem studierte sie Darstellende Kunst an der Schauspielschule Charlottenburg von Valentin Plătăreanu, der auch zu ihren Lehrern dort gehörte. Theater spielte sie u. a. am Stadttheater Offenburg (Spielzeit 2008/09).
Anderson arbeitet seit 2006 für Film und Fernsehen. In dem Fernsehfilm Brennendes Herz (2006), der die Liebesgeschichte zwischen einem ehemaligen Neo-Nazi (Alexander Scheer) und der jungen Türkin Ayse erzählt, spielte sie die weibliche Hauptrolle. In dem Kinofilm Dreiviertelmond (2011) mit Elmar Wepper in der Hauptrolle verkörperte sie die junge, alleinerziehende Mutter Gülen, die beruflich verreisen muss, und ihre sechsjährige Tochter zur Großmutter bringt, die in Deutschland lebt.
In dem norwegischen Kinofilm Brev till to Kongen (2014) spielte sie die junge Beritan, die als Asylsuchende nach Oslo kommt, und die Absicht hat, den Tod ihres Mannes zu rächen. Für ihre Darstellung erhielt sie 2014 den norwegischen Filmpreis Amanda für die beste weibliche Nebenrolle.
In dem ZDF-Fernsehfilm Mörderische Stille (2017) war Anderson in der weiblichen Hauptrolle als temperamentvolle junge Deutsch-Türkin Amal Catack un Assistentin des Kriminalhauptkommissars Holzer (Jan-Josef Liefers) zu sehen. In dem ZDF-„Herzkino“-Film Ein Sommer auf Zypern (2017) hatte sie eine Hauptrolle als Ehefrau eines zypriotischen Textil-Exportunternehmers, deren Ehe in eine emotionale Krise gerät, als sie erfährt, dass ihr Mann einen gemeinsamen 11-jährigen Sohn aus einem One-Night-Stand mit einer Deutschen hat.
Regelmäßig übernahm sie auch Episodenrollen in verschiedenen deutschen Fernsehserien. In der 6. Staffel der ZDF-Serie Letzte Spur Berlin (2017) hatte sie eine Episodenhauptrolle als Inhaberin eines Spätkaufs in Neukölln. In der 1. Staffel der TV-Serie Die Heiland – Wir sind Anwalt (2018) spielte sie in einer Episodenhauptrolle die Mutter eines minderjährigen türkischen Mädchens, das sich, ohne Einwilligung der Eltern, ihr Hymen rekonstruieren lässt.
Im 7. Film der Lotta-Filmreihe des ZDF, Lotta & der schöne Schein (2019), verkörperte Anderson in einer Nebenrolle die Berliner Grundschullehrerin Frau Serter, die die Tochter der weiblichen Hauptfigur Lotta (Josefine Preuß) in ihrer Klasse unterrichtet. In zwei Filmen der TV-Krimireihe Der Usedom-Krimi (2022) spielte sie die Journalistin „Noelle Noir“. In der 7. Staffel der Krimiserie WaPo Bodensee (2024) übernahm sie eine Episodenhauptrolle als tatverdächtige Kosmetikerin Gülhan Apak, die eine Liebesbeziehung mit einem verheirateten Mann führt. In der 19. Staffel der ZDF-Serie Notruf Hafenkante (2024) war sie als tatverdächtige Assistentin des Leiters einer Billstedter Hilfsorganisation zu sehen.
Anderson lebt in Berlin.

## Filmografie (Auswahl)
- 2006: Brennendes Herz (Fernsehfilm)
- 2009: Der Staatsanwalt (Fernsehserie; Folge: Zwischen den Fronten)
- 2009: Der Kriminalist (Fernsehserie; Folge: Zwischen den Welten)
- 2010: Shahada (Kinofilm)
- 2010: Danni Lowinski (Fernsehserie; Folge: Selbstbestimmung)
- 2011: Dreiviertelmond (Kinofilm)
- 2014: Brief an den König (Brev til Kongen)
- 2017: Mörderische Stille (Fernsehfilm)
- 2017: Letzte Spur Berlin (Fernsehserie; Folge: Sheriff)
- 2017: Ein Sommer auf Zypern (Fernsehfilm)
- 2018: Die Heiland – Wir sind Anwalt (Fernsehserie, Folge: Verlorene Unschuld)
- 2019: Lotta & der schöne Schein (Fernsehreihe)
- 2022: Der Usedom-Krimi: Gute Nachrichten (Fernsehreihe)
- 2022: Der Usedom-Krimi: Am Ende einer Reise (Fernsehreihe)
- 2022: Der Spalter (Fernsehfilm)
- 2024: WaPo Bodensee (Fernsehserie, Folge: Zwei Leben)
- 2024: Notruf Hafenkante (Fernsehserie, Folge: Helfer in Not)